# Muntanyes Baikal

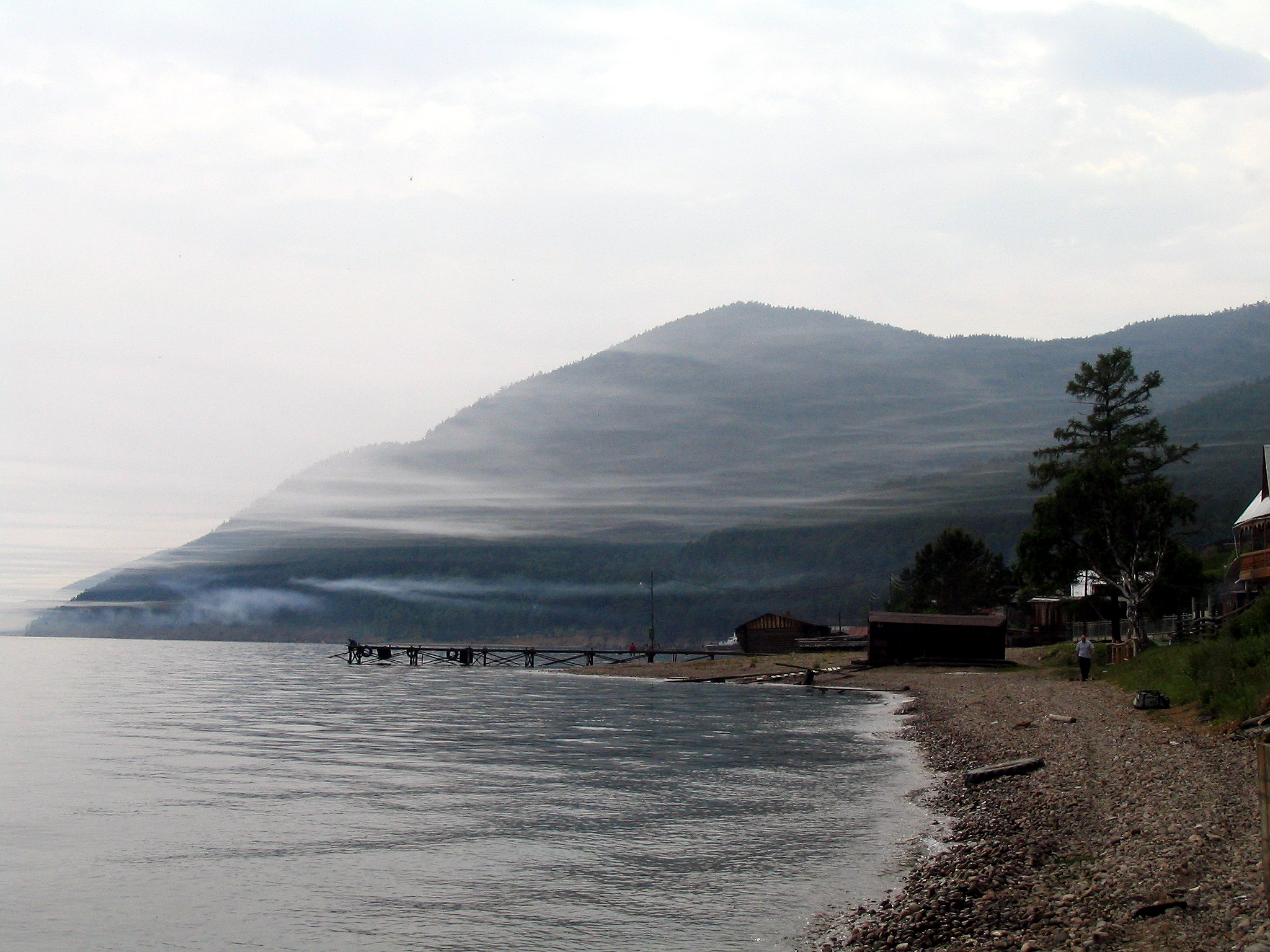
Les muntanyes i el llac Baikal a l'estiu

Les muntanyes Baikal o serralada Baikal (en rus: Байкальский хребет) s'aixequen a la riba nord-oest del llac Baikal al sud de Sibèria, Rússia. L'Altiplà de la Sibèria Central està limitat al sud per les Muntanyes Sayan i les muntanyes Baikal.
Les muntanyes Baikal són l'origen del riu Lena i estan densament forestades.
El cim més alt és el Mont Cherskyn (2572 m) que rep el nom de l'explorador polonès, Jan Czerski.